# هارولد جون ماك
هارولد جون ماك (بالإنجليزية: Harold John Mack)‏ هو عسكري أمريكي، ولد في 29 ديسمبر 1917 في لي مارس في الولايات المتحدة، وتوفي في 10 أغسطس 1943 في Savo Island ‏ في جزر سليمان.